# Mehdi Mahdavi-Kija
Mehdi Mahdavi-Kija, nyugati változatban sokszor Mahdavikia (perzsául: مهدی مهدوی‌کیا; Teherán, 1977. július 24. –) iráni labdarúgó-középpályás.

## Magánélete
Felesége Szepide, lányuk Aszal. 2006-ban elvette az iráni származású, de német állampolgár sportújságírót, Samira Samiit, azonban nem vált el előző feleségétől, így bigámiát követett el. Miután ez kitudódott, elvált a német élvonal egyetlen női játékosügynökeként is dolgozó hölgytől. Öccse, Hádi Mahdavi-Kija szintén labdarúgó, egy ideig ő is a Hamburgnál volt. Unokaöccse, Mosztafa Mahdavi-Kija szintén labdarúgó.